# Malenia
Malenia – wieś w Polsce położona w województwie łódzkim, w powiecie łaskim, w gminie Buczek.
W latach 1975–1998 miejscowość administracyjnie należała do województwa sieradzkiego.
W 1939 we wsi urodził się Janusz Faryś – polski historyk, profesor doktor habilitowany, badacz dwudziestolecia międzywojennego, specjalista w zakresie historii najnowszej Polski oraz historii wojskowości.